# 木戸大輔
木戸 大輔（きど だいすけ、1970年4月5日 - ）は、日本の俳優。
福岡県出身。身長 168cm。靴のサイズ 26cm。方言 博多弁。
以前は劇団カムカムミニキーナ、ラブライブに所属していた。

## 出演作品

### テレビアニメ
1999年
- 金田一少年の事件簿（村人男）

### 劇場版アニメ
2000年
- 映画 おジャ魔女どれみ♯（しゃーぷっ）（魚屋）

### 舞台
劇団カムカムミニキーナ
- 2002年　「マイケルリラクゼーション　美談」（中野・ザ・ポケット）
- 2002年　「マイケルリラクゼイション　猥談」（中野・ザ・ポケット）
- 2002年　「エメラルド」（新宿・シアターアプル）
- 2003年　「孤独なパイロット」（広島アステールプラザ中ホール）
- 2003年　特別公演「スパイス・バイパス」（高円寺・明石スタジオ） -　小南三哲：ミテツ（運転手）役
- 2004年　「超人」 -　沢村（極道）、山本 役

劇団カリバネボタン
- 第4回公演「ロードランナー」（2006年、高円寺 明石スタジオ）

### テレビドラマ
- はぐれ刑事純情派　第13シリーズ 第2話（2000年4月12日、テレビ朝日）

### 映画
- トレポネマ（2006年3月、監督・演出・脚本・編集：松梨智子、(株)演劇ぶっく社）※CS放送：2008年11月（V☆パラダイス）